# Sepulcro de Juan II e Isabel de Portugal

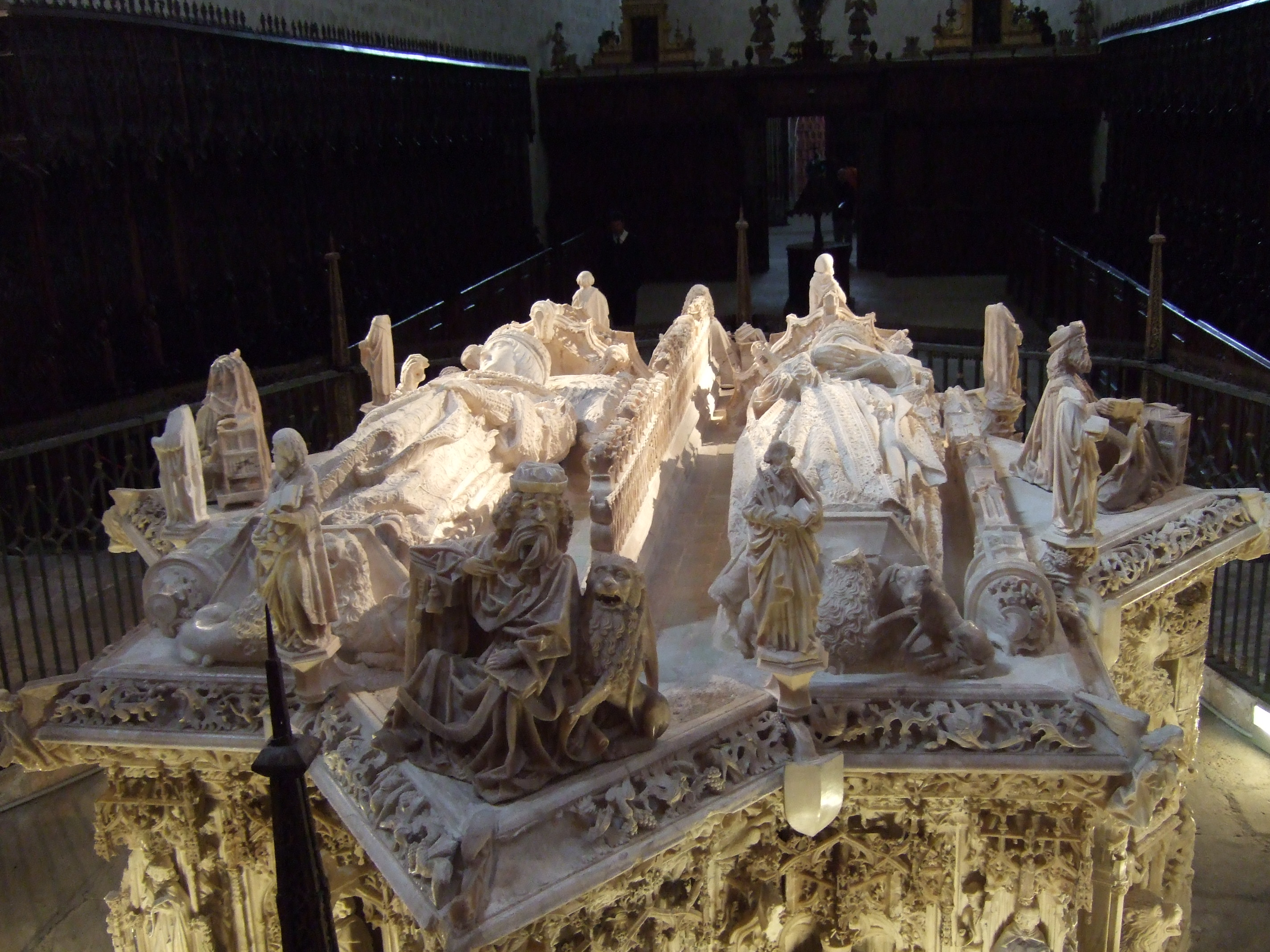
Sepulcro del rey Juan II de Castilla y de su segunda esposa, la reina Isabel de Portugal.

El sepulcro de Juan II de Castilla e Isabel de Portugal es el mausoleo en el que reposan los restos mortales del rey Juan II de Castilla y los de su esposa, la reina Isabel de Portugal. Ambos fueron los padres de la reina Isabel la Católica.
El sepulcro está realizado en alabastro y es de estilo gótico. Se encuentra colocado en el centro de la nave de la iglesia de la Cartuja de Miraflores, situada a tres kilómetros de la ciudad de Burgos. Fue esculpido por Gil de Siloe.

## Historia

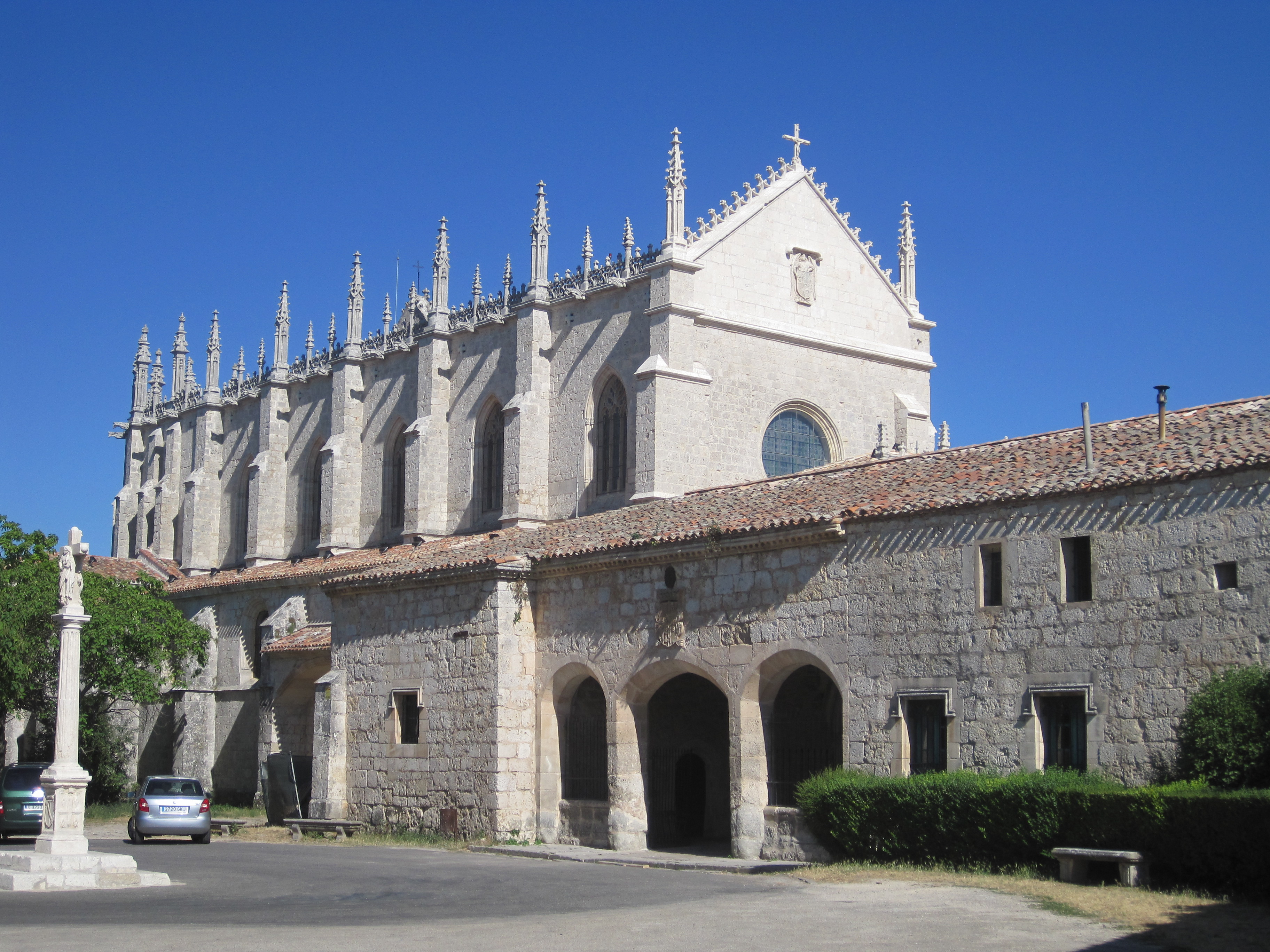
Cartuja de Miraflores.

El rey Juan II de Castilla falleció en la ciudad de Valladolid el 22 de julio de 1454, a los 49 años de edad. Su cadáver recibió sepultura en el monasterio de San Pablo de Valladolid, hasta que el 24 de junio de 1455 por disposición de su hija, la reina Isabel la Católica, fue trasladado a la Cartuja de Miraflores, donde el monarca deseaba ser sepultado.
La reina Isabel de Portugal, segunda esposa de Juan II de Castilla, falleció el 15 de agosto de 1496 en el municipio abulense de Arévalo, y fue sepultada en el monasterio de San Francisco de Arévalo, hasta que, su yerno Fernando el Católico, cumpliendo una de las mandas testamentarias de su difunta mujer, la reina Isabel, efectuó el traslado de sus restos mortales a la cartuja en 1505.
La reina Isabel la Católica encargó al escultor Gil de Siloe la construcción de un sepulcro para sus padres, los reyes Juan II e Isabel de Portugal, y también para su hermano, el infante Alfonso de Castilla. En 1486, la reina Isabel la Católica aprobó el proyecto que había realizado el escultor Gil de Siloe para ambos sepulcros, aunque hasta tres años después, en 1489, no comenzaron las obras. Ambos sepulcros fueron colocados en la Cartuja de Miraflores, y en 1492 finalizó la construcción del sepulcro del infante Alfonso, y un año después, el 2 de agosto de 1493, finalizó la construcción del sepulcro de Juan II y su segunda esposa.
El 10 de agosto de 1808, la Cartuja de Miraflores fue saqueada por las tropas francesas, en el transcurso de la Guerra de la Independencia. Los sepulcros de Juan II y su esposa, y el de su hijo, el infante Alfonso de Castilla, fueron profanados por las tropas francesas, que arrancaron de su sepulcro el cetro que Juan II llevaba en la mano, junto con esta última.

## Los restos mortales de los reyes
En 2006, con motivo de la restauración de la Cartuja de Miraflores, la Dirección General de Patrimonio y Bienes Culturales de la Junta de Castilla y León decidió realizar el estudio antropológico de los restos mortales de Juan II de Castilla y de su segunda esposa, quienes estaban enterrados en la cripta bajo el sepulcro real, así como el estudio de los restos depositados en el interior del sepulcro del infante Alfonso de Castilla, cuyo sepulcro está colocado en un lateral de la misma iglesia. El estudio antropológico fue realizado por Luis Caro Dobón y María Edén Fernández Suárez, investigadores del área de Antropología Física de la Universidad de León.
El esqueleto del rey Juan II de Castilla estaba casi completo, a diferencia del de su esposa, la reina Isabel de Portugal, del que solamente quedaban varios huesos.

## Descripción del sepulcro

Retablo mayor de la Cartuja de Miraflores y, en primer plano, el sepulcro de Juan II e Isabel de Portugal.

El sepulcro de Juan II de Castilla y de su segunda esposa está realizado en alabastro y es de estilo gótico. Tiene planta octogonal en forma de estrella de ocho puntas, formada por la superposición de un cuadrado y un rombo. El sepulcro mide un metro y sesenta centímetros de altura aproximadamente, por lo que no es posible contemplar las estatuas yacentes de los reyes salvo desde el altar mayor de la iglesia.
Los vértices de la estrella de ocho puntas que da forma al sepulcro están adornados con figuras alegóricas, imágenes de santos, apóstoles y, en las esquinas mayores del sepulcro aparecen las imágenes sedentes de los cuatro evangelistas. Completan la abundante decoración del sepulcro, tanto en torno al lecho mortuorio como en el soporte de la estrella, una serie de escudos reales, figuras de animales, decoraciones vegetales y motivos arquitectónicos. El zócalo que separa el sepulcro del suelo está decorado con figuras de animales y motivos vegetales.
La estatua yacente representa al rey Juan II de Castilla con su cabeza coronada descansando sobre dos almohadones, y vuelta ligeramente hacia el exterior. El rey está cubierto con un rico manto y adornado con numerosas joyas, entre las que destaca el collar de la divisa del Ristre, uno de sus emblemas personales.  En la mano derecha, mutilada en la actualidad, sostenía el cetro real, y con la mano izquierda el monarca recoge los pliegues de su manto real. El rey calza chapines que se apoyan en una peana bajo la que aparecen dos leones que están luchando y tienen entrecruzadas sus patas.
La estatua yacente representa a la reina Isabel de Portugal con su cabeza coronada descansando sobre dos almohadones, y vuelta ligeramente hacia el exterior. La estatua yacente muestra a la reina más recostada que su esposo, y apoyando ligeramente el peso de su cuerpo sobre su brazo izquierdo. La reina viste ropa larga hasta los pies con sobretúnica, y el manto con el que se cubre está adornado con aljófares y pedrerías. En las manos lleva guantes y numerosos anillos, y ambas manos sostienen un devocionario abierto. A los pies de la reina están colocados un niño, un león y un perro, símbolo este último de fidelidad.
Las estatuas yacentes de ambos monarcas están separadas por una crestería gótica, al igual que los doseles de estilo gótico colocados por encima de las cabezas de las estatuas de ambos cónyuges.